# خونریزی
خونریزی به از دست دادن خون یا خروج خون از دستگاه گردش خون گفته می‌شود. خونریزی می‌تواند داخلی، داخل بدن، رخ دهد که به صورت خروج خون از رگ‌های داخلی است (مانند پارگی طحال و خون‌ریزی به داخل حفره صفاقی به دنبال تروما) یا خارجی که از دهان، بینی، گوش، مهبل یا مقعد یا از یک پارگی در پوست خارج می‌شود.
کم‌حجمی خون به از دست دادن مقدار زیادی خون گفته می‌شود که اگر درمان نشود ادامه این روند سبب تخلیه بخش مهمی از خون بدن و طبعاً مرگ می‌شود. اگرچه فرد می‌تواند بدون به وجود آمدن مشکلات جدی پزشکی ۱۰-۱۵٪ خون خود را از دست بدهد و در اهدای خون بین ۸ تا ۱۰ درصد خون فرد گرفته می‌شود.

## شدت خون‌ریزی
جدول زیر طبقه‌بندی خون‌ریزی بر اساس شدت از دیدگاه .W.H.O را نشان می‌دهد:
| درجه ۰ | بدون خونریزی                                                          |
| درجه ۱ | خون‌ریزی پتشیال                                                        |
| درجه ۲ | از دست دادن خفیف خون (از نظر بالینی قابل توجه);                       |
| درجه ۳ | از دست دادن خون برجسته، نیازمند انتقال خون (شدید);                    |
| درجه ۴ | debilitating blood loss, retinal or cerebral associated with fatality |

## اختلالات انعقاد خون
هنگام بریدن عروق کوچک سطحی و خون‌ریزی سامانه انعقاد خون می‌کوشد با ایجاد لخته خون مانع ادامه خون‌ریزی شود. اختلالات این سامانه گاه موجب ادامه خون‌ریزی می‌شود.